# Todd Young
Todd Christopher Young (ur. 24 sierpnia 1972) – amerykański polityk, członek Partii Republikańskiej i kongresmen ze stanu Indiana (2011–2017), a następnie senator 3. klasy z Indiany (od 2017).